# Herbert Ernest Bates
Herbert Ernest Bates conegut com a H. E. Bates (Rushden, Northamptonshire, 1905 — Canterbury, 1974) va ser un novel·lista i narrador anglès. Va ser pilot de la Royal Air Force durant la Segona Guerra Mundial, experiència que queda reflectida en les seves novel·les.

## Obres
- The Poacher (‘El caçador furtiu’, 1935)
- Love for Lydia (‘Amor per Lydia’, 1951)
- The Sleepless Moon (‘La lluna insomme’, 1956)
- The Darling Buds of May (‘Els estimats brots de maig, 1958)
- The Wild Cherry Tree (‘El cirerer bord', 1968)
- The Triple Echo (1970)
- The Song of the Wren (‘La cançó del fraret’, 1972).